# 윤우현
윤우현(尹宇鉉, 1981년 11월 2일 ~ )은 대한민국의 기타리스트다. 그룹 버즈에서 기타리스트로 활동하고 있다.
2003년 버즈의 기타리스트로 데뷔하였으며, 2010년 10월부터 2인조 밴드 버즈에서 기타와 리더를 맡았다.《Monologue》, 《겁쟁이》, 《가시》, 《나에게로 떠나는 여행》, 《사랑은 가슴이 시킨다》, 《남자를 몰라》, 《My love》등의 여러 히트곡들을 지닌 가수다.
버즈의 노래 중 《To. Fan》 , 《Funny Rock》,  《가시》,  《미완예찬》,  《울지마》,  《용서에 관한 짧은 필름》,  《거인 (Giant for you)》, 《이별수집가》, 《가슴이 운다》를 작곡했고, 럼블피쉬의 《너 그렇게 살지마》, 아이콘아이즈의 《두근두근》을 작곡했다

## 학력
- 서울석관초등학교 (졸업)
- 서울북공업고등학교 (졸업)
- 백제예술대학

## 음반

### 버즈 앨범
- 2003년 《Morning of Buzz》 버즈 정규 1집
- 2004년 《가난한 사랑》
- 2004년 《Jingle bell rock》크리스마스 스토리
- 2005년 《Effect》 버즈 정규 2집
- 2005년 《사랑은 가슴이 시킨다》
- 2006년 《Perfect》 버즈 정규 3집
- 2006년 《떠나... 그리고 울지마》
- 2006년 《활주》나루토 1기, 2기 오프닝
- 2006년 《투지》나루토 3기, 4기 오프닝
- 2006년 《2006 BUZZ Live & Acoustic》
- 2007년 《사랑은 가슴이 시킨다 Part.2》
- 2008년 《꿈을 찾아서》브리스톨 탐험대 OST
- 2008년 《Morning of Buzz Music 2.0 Edition》
- 2010년 《Fuzz·Buzz》
- 2012년 《Buzz Return》가슴이 운다
- 2014년 《8년만의 여름》
- 2014년 《Train》
- 2014년 《Memorize》 버즈 정규 4집
- 2015년 《SPY OST CODE NO.3》
- 2015년 《Forever Love》
- 2015년 《사랑은 가슴이 시킨다 Part.3》
- 2016년 《넌 살아있다》
- 2017년 《Be One》버즈 1st 미니앨범

## 방송
- 2006년 Mnet 버즈노 시크레토 센세

## CF
- 2005년 음악사이트 도시락
- 2005년 스쿨룩스
- 2006년 Mnet

## 경력
- 2003년 ~ 2006년, 2010년 ~ 그룹 버즈 기타
- 2010년 ~ 2013년 그룹 버즈 리더

## 수상
- 2004년 12월 29일 2004 SBS 가요대전 ROCK 부문상
- 2005년 11월 27일 2005 MKMF 록부문 최우수 뮤직비디오상
- 2005년 11월 1일 제12회 대한민국 연예예술상 록발라드 부분 가수상
- 2005년 12월 7일 제20회 골든디스크상 본상
- 2005년 12월 29일 SBS 가요대전 본상
- 2005년 12월 30일 KBS 가요대상 올해의 가수상
- 2005년 12월 31일 MBC 10대 가수가요제 본상
- 2006년 11월 25일 MKMF 록부문 최우수 뮤직비디오상
- 2006년 12월 14일 제21회 골든디스크상 본상
- 2006년 12월 29일 SBS 가요대전 본상